# 咖啡文化

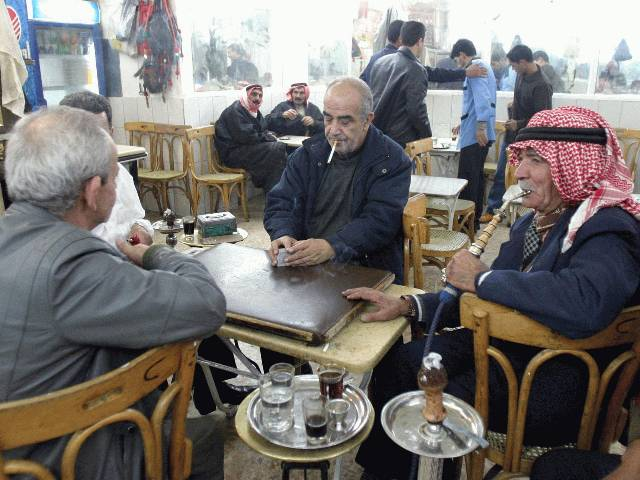
大馬士革的咖啡館。

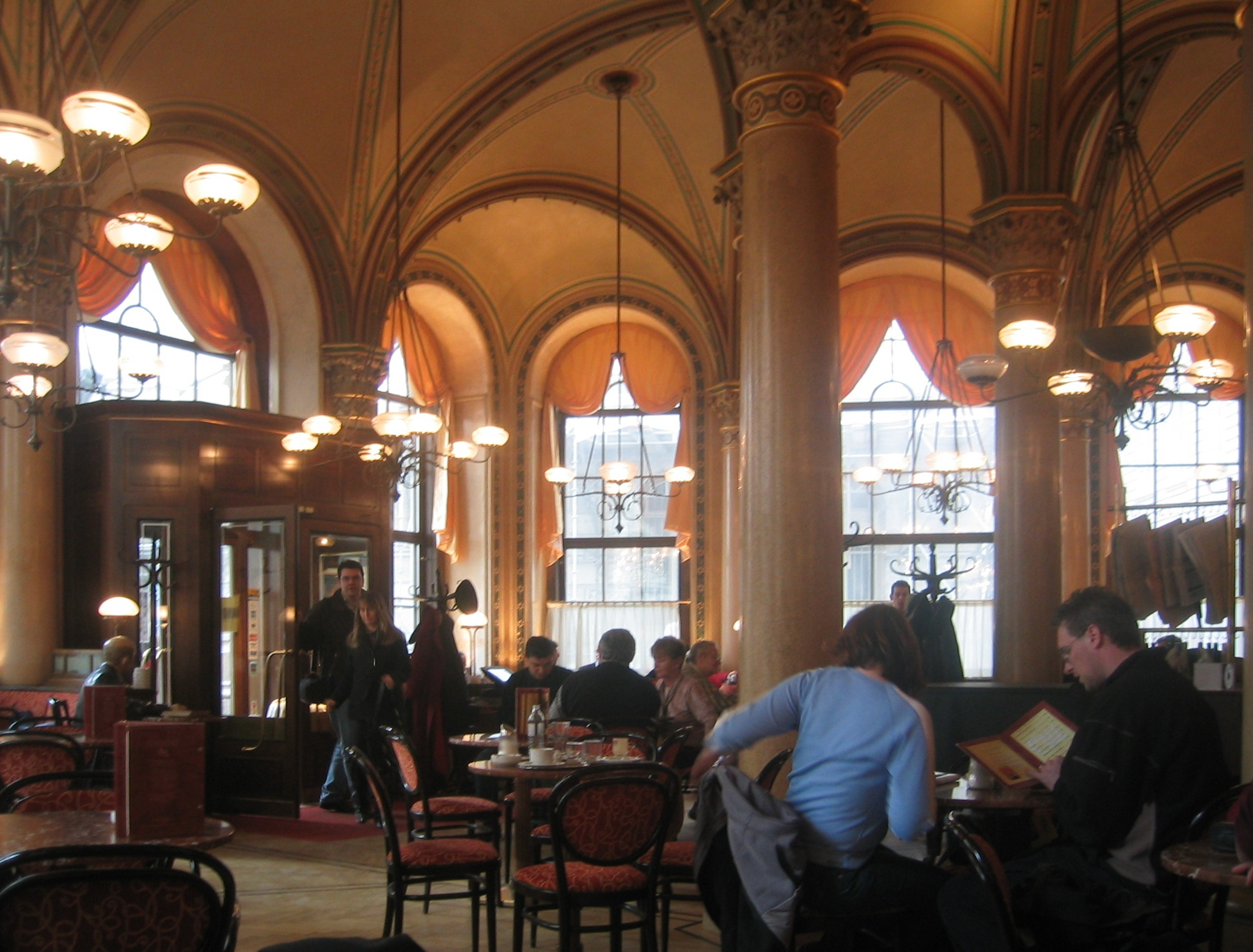
一間維也納咖啡館。

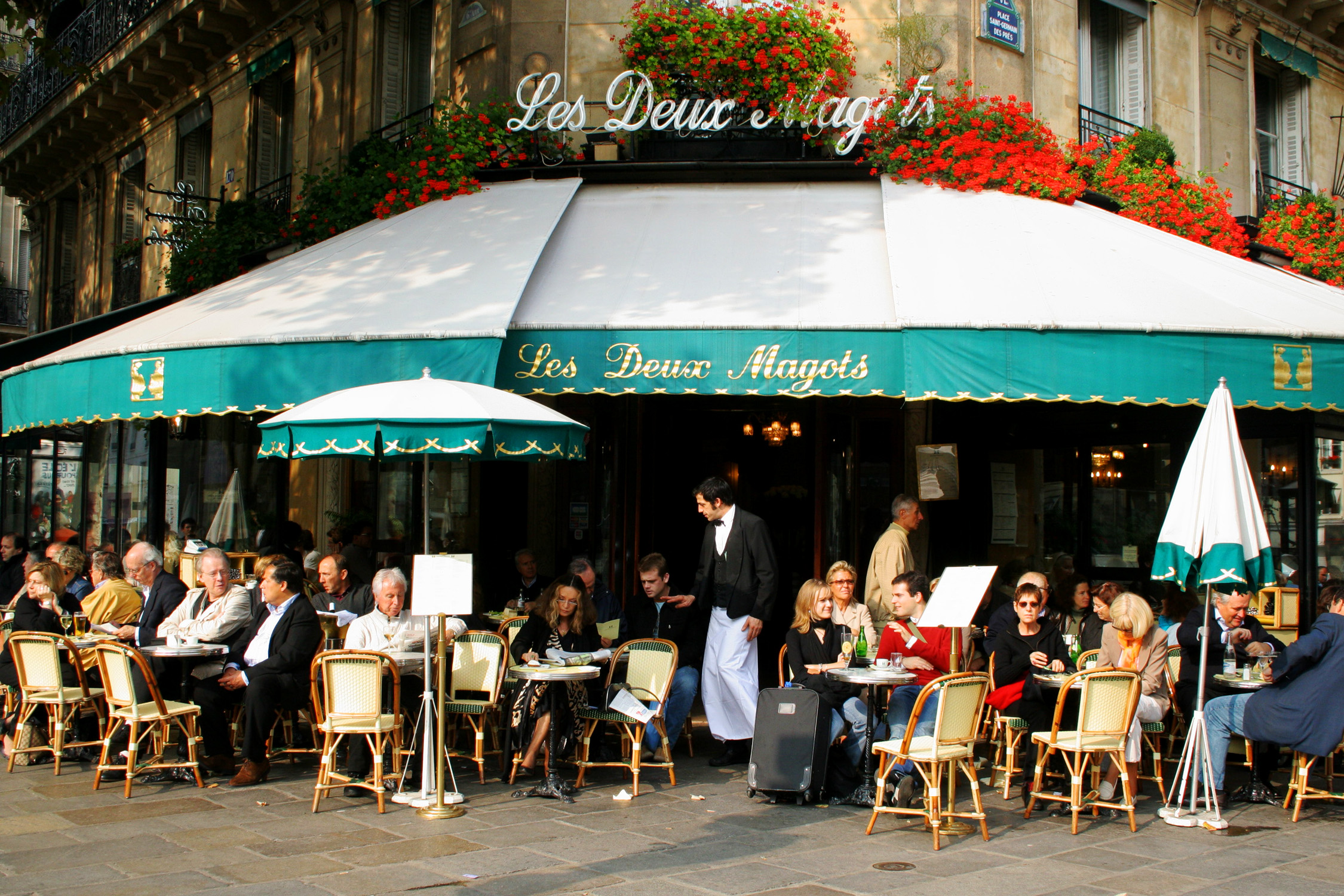
巴黎的Les Deux Magots，曾是法國知識分子經常出沒的場所。

咖啡文化是指與咖啡有關的社會氣氛，尤其是義式咖啡，其扮演著社會潤滑劑的角色。此專有名詞也指咖啡的流行與採納，廣泛而言，其亦是文化所帶來的消費刺激。
此環繞著咖啡與咖啡館的文化的形成要追溯至十六世紀的土耳其。咖啡館是傳統的社交場所，同時也是藝術與知性的集散地。例如，巴黎的Les Deux Magots，現今的熱門旅遊景點，曾是知識分子如尚-保羅·沙特與西蒙·波娃的出沒地點。現今咖啡館的特徵，如慢步調的餐點服務、雅緻的環境、社交途徑（像是開麥之夜 open mic night）等，緣起於早期的咖啡館，並促成了咖啡文化概念的形成。儘管現在也有快步調的咖啡服務，如星巴克，但是這樣的企業是否確實體現了傳統咖啡館發揚本土文化的作用，仍是值得討論的議題。
咖啡文化也時常用指西雅圖都會區數以百計的義式咖啡攤販與咖啡廳的普遍存在，星巴克等企業經銷權的蔓延，以及其橫跨美國與世界各地的翻版。
另外，平面媒體也是常有「咖啡文化」此專有名詞的蹤跡，用來形容咖啡館打入市場所造成的影響。走幾步距離，或望向路口對面的轉角，便能看見另一家義式咖啡店或攤販的情景並不奇特，典型的有像是漫溢著顧客的停車場等。
其它咖啡文化的樣貌，包括供顧客免費使用無線上網，許多人甚至定期在這些場所工作。
另外在後期才引進咖啡的東亞國家，隨著經濟發展，開始出現許多裝潢走網美或簡約風的小咖啡店，同時搭配輕食、甜點和鬆餅與咖啡一同販賣，與歐美不同的是，東亞國家的咖啡消費客群仍以年輕世代為主。